# 당신의 11시, 박선영입니다
당신의 11시 박선영입니다는 G1 Fresh-FM(원주 103.1, 춘천 105.1, 강릉 106.1, 태백 99.3, 평창 88.3, 속초 101.3MHz)에서 2017년 3월 27일부터 2020년 5월 17일까지 매일 오전 11시부터 12시에 방송했던 G1 강원민방 박선영 아나운서가 진행했던 있는 봄철 개편 신설 라디오 프로그램이다.

## 매일코너
- 사연과 신청곡

### [월요일]
- 드라마 퀴즈 : 드라마와 영화에 나왔던 대사를 듣고 제목을 맞춰보세요.

### [수요일]
- 아재퀴즈 : 재미있는 추억의 개그들을 청취자와 함께 퀴즈로 풀어보는 시간.

### [금요일]
- 오늘 점심, 뭐 먹을까? : 매일 고민 되는 점심 메뉴! 박선영 아나운서가 퀴즈로 함께 골라드립니다.

### [토요일]
- 썬디의 책갈피 : 시, 소설, 수필 속에 담겨있는 감동적인 글을 좋은 음악과 함께 들려드립니다.

## 같이 보기
- G1 Fresh-FM
- 장예원의 씨네타운[1]